# 河野通広
河野 通広（かわの みちひろ、生年不詳 - 弘長3年5月24日（1263年7月1日））は、鎌倉時代の武将。別名別府通広。父は河野通信。弟は河野通久。子は一遍智真。承久の乱の時には、西山上人証空の下で僧、如仏として出家していたためどちらにもつかずに参加していない。その後還俗し所領も持っていた。